# Sven Vallmark
Sven Erik Vallmark, född 20 juni 1912 i Härnösand, död där 14 oktober 1988, var en svensk journalist på Dagens Nyheter och utrikeskommentator för Sveriges Radio 1945–1972.

## Biografi
Vallmark, vars far var seminarielärare vid Folkskoleseminariet i Härnösand, studerade vid Uppsala universitet där han blev fil mag 1937, och tjänstgjorde sedan som lärare 1937–1940.
Som journalist lyssnade bland annat på Radio Moskva och lämnade initierade rapporter om det politiska skeendet i Sovjetunionen. Han ägnade sig även åt översättning av rysk skönlitteratur, av vilken romanen Doktor Zjivago av Boris Pasternak är den mest kända, och översatte även en stor del av Aleksandr Solzjenitsyns verk.
Sven Vallmark är begravd på Nya kyrkogården i Härnösand.

### Utmärkelser
- 1972 – filosofie hedersdoktor vid Umeå universitet
- 1972 – hedersledamot vid Norrlands nation i Uppsala